# Helmut Griem

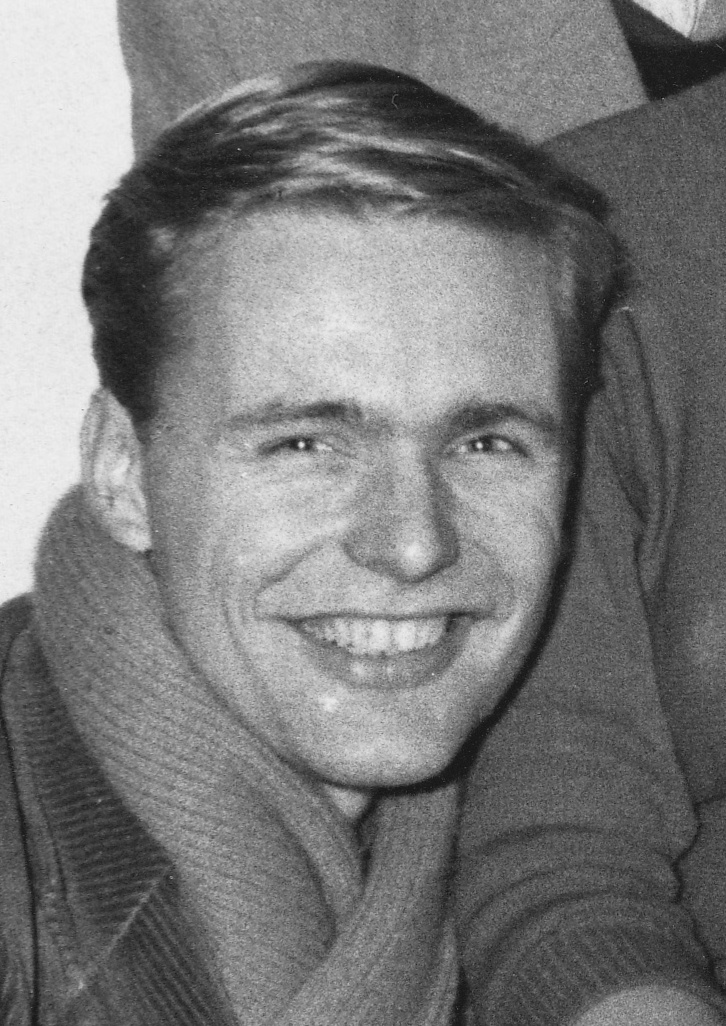
Helmut Griem (1955)

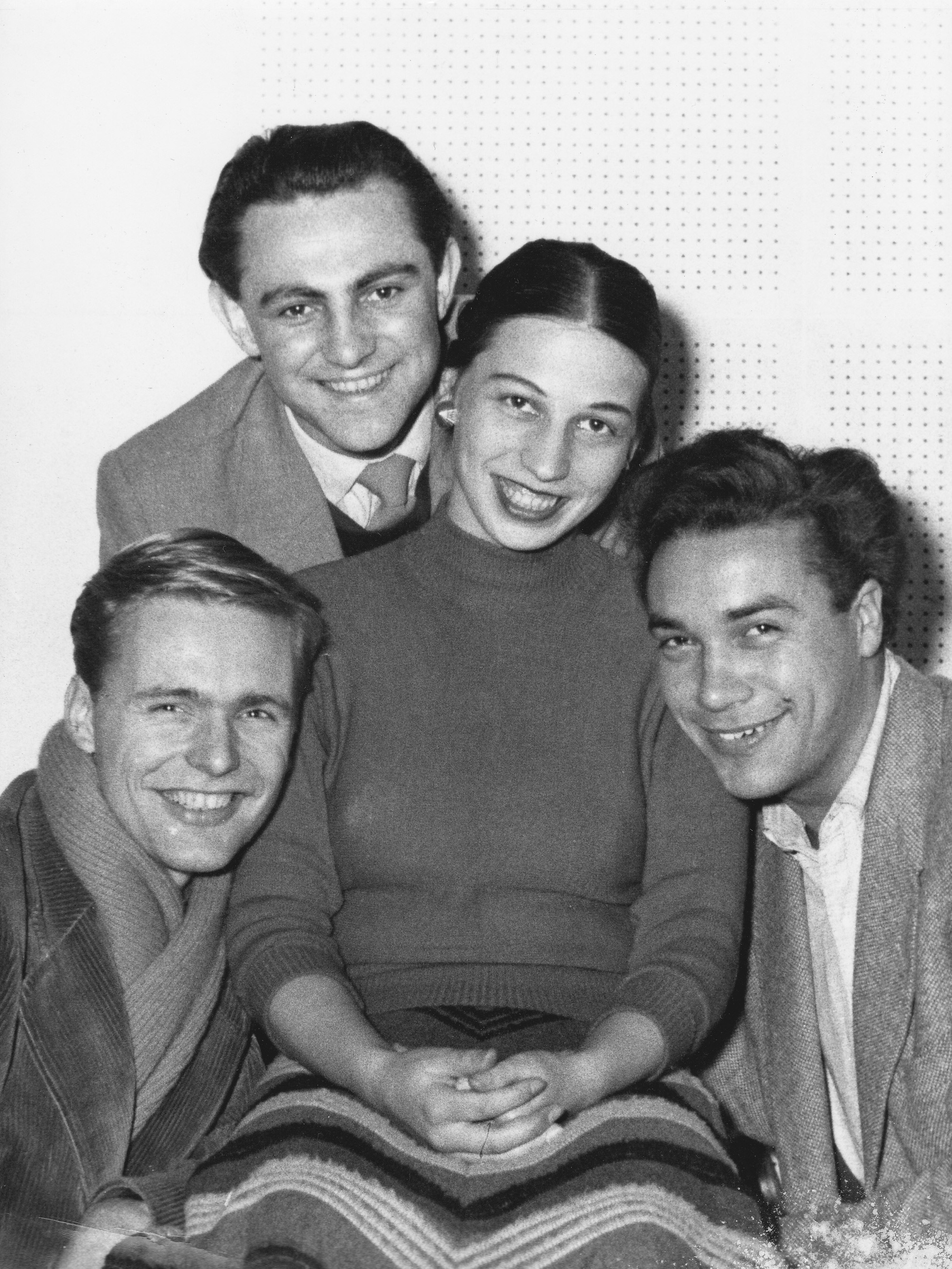
Die Buchfinken 1954: Helmut Griem (links unten), Dietrich Neuhaus, Käthe Straßburger, Nils Sustrate

Helmut Griem (* 6. April 1932 in Hamburg; † 19. November 2004 in München) war ein deutscher Schauspieler und Theaterregisseur. Er trat in großen Rollen an fast allen großen deutschsprachigen Bühnen auf, verschaffte sich aber auch als Film- und Fernsehschauspieler internationale Anerkennung.

## Leben

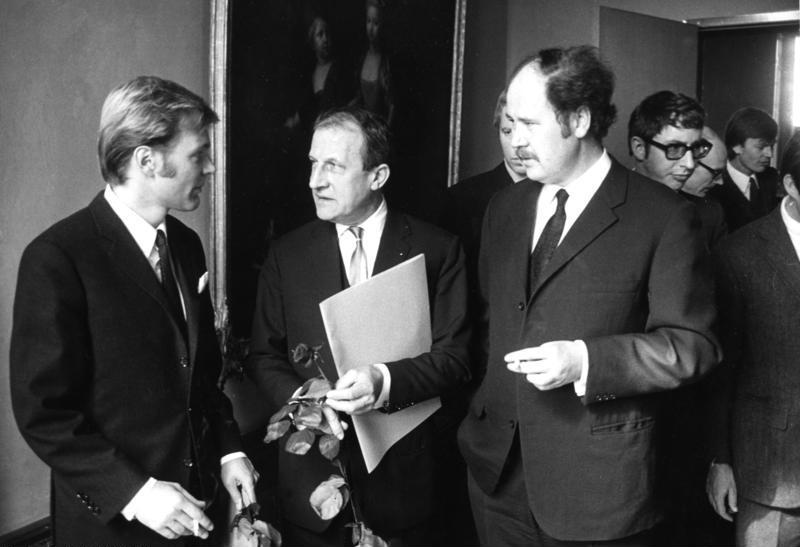
Helmut Griem (links) 1968 bei der Verleihung des Berliner Kunstpreises

Helmut Griem wurde als Sohn des Marine-Funkoffiziers Walter Griem und seiner Ehefrau Paula, geborene Rackebrandt, in Hamburg geboren. Er machte 1953 sein Abitur und studierte bis 1956 Literaturwissenschaften und Philosophie mit dem Vorhaben, Journalist zu werden. Um etwas Geld für sein Studium zu verdienen, arbeitete Griem nebenbei als Darsteller in halbprofessionellen Schauspielgruppen. Während eines Engagements bei den Buchfinken wurde Griem, der nach eigenen Angaben nie zuvor an eine Schauspielkarriere gedacht hatte, zum professionellen Theater nach Lübeck verpflichtet. Prompt erhielt er in Lübeck die Titelrolle im Theaterstück Die Regenmacher. Finanziell über Wasser hielt er sich in dieser Zeit mit dem Verfassen von Kurzgeschichten für Zeitungen und Hörspielen fürs Radio.
Obwohl er nie eine Schauspielschule besucht hatte, konnte sich Griem innerhalb weniger Jahre als hochgeschätzter Theaterschauspieler etablieren. Ende der 1950er-Jahre arbeitete er für Oscar Fritz Schuh am Kölner Theater, was ihm den endgültigen Durchbruch brachte. In den folgenden Jahrzehnten war Griem an allen großen deutschsprachigen Bühnen tätig. So stand er in Engagements am Thalia-Theater und am Deutschen Schauspielhaus in Hamburg, am Wiener Burgtheater, an den Staatlichen Schauspielbühnen Berlin, an den Münchner Kammerspielen und zuletzt am Residenztheater (Bayerisches Staatsschauspiel) in München. Er spielte etwa die großen Rollen aus den Stücken von Lessing, Kleist und Goethe, trat aber auch in moderneren Stücken wie von Tennessee Williams auf. Sein Faust – Vom Himmel durch die Welt zur Hölle unter Regie von Dieter Dorn wurde 1988 sogar für eine Fernsehausstrahlung aufgezeichnet.
Seit 1960 war Griem auch als Filmschauspieler tätig und er gewann gleich für seinen ersten Film Fabrik der Offiziere einen Bambi als Bester Nachwuchsdarsteller. Seinen anschließenden Filmen war dagegen nur geringer Erfolg beschieden, weshalb er sich zeitweise vom Film abwandte. Der internationale Durchbruch auf der Kinoleinwand gelang ihm schließlich 1969 als SS-Obersturmbannführer Aschenbach im Filmklassiker Die Verdammten unter Regie von Luchino Visconti. Mit dem Italiener Visconti sollte Griem drei Jahre später nochmal die Filmbiografie Ludwig II. drehen. Nach dem Erfolg mit Die Verdammten spielte Griem in zahlreichen hochkarätigen Filmproduktionen aus dem In- und Ausland. Im Oscar-prämierten Filmmusical Cabaret von Bob Fosse aus dem Jahr 1972 spielte er etwa an der Seite von Liza Minnelli und Michael York den reichen Baron Maximilian von Heune.

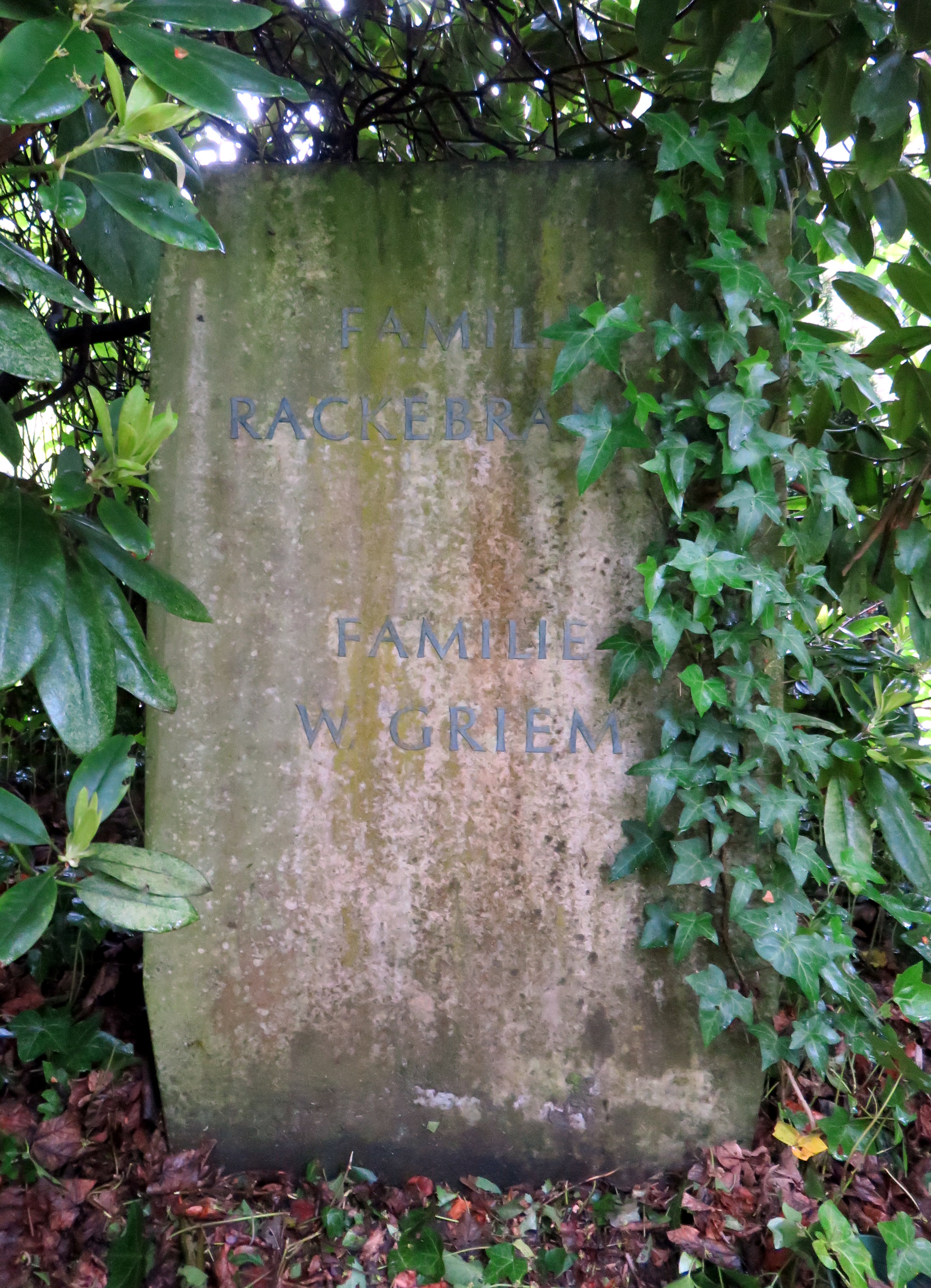
Familiengrabstätte Griem auf dem Friedhof Ohlsdorf

Eine seiner bedeutenden Filmrollen war der Hans Schnier in Ansichten eines Clowns (1975), der Verfilmung von Heinrich Bölls gleichnamigem Roman. Zu weiteren bedeutenden Regisseuren, mit denen Griem arbeitete, zählen Volker Schlöndorff (Die Moral der Ruth Halbfass), Hans W. Geißendörfer (Die gläserne Zelle), Rainer Werner Fassbinder (Berlin Alexanderplatz) und Jacques Rouffio (Die Spaziergängerin von Sans-Souci).
Trotz großer Filmerfolge blieb das Theater Zentrum seiner Arbeit. Vor allem in der Spätphase seiner Karriere inszenierte Helmut Griem auch selbst, so etwa an den Münchner Kammerspielen Eines langen Tages Reise in die Nacht von Eugene O’Neill. Mit der Arbeit an dem Botho-Strauß-Stück Die eine und die andere konnte er nicht mehr beginnen.
Helmut Griem starb 2004 im Alter von 72 Jahren nach kurzer schwerer Krankheit. Er wurde auf dem Hamburger Friedhof Ohlsdorf im Bereich der Familiengrabstätte im Planquadrat F14 nahe Kapelle 4 beigesetzt.
Griem war seit 1973 mit der Schauspielerin Helga Köhler verheiratet. Aus der Ehe ging ein Sohn namens Philip hervor.

## Wichtige Theaterarbeiten
- „Kabale und Liebe“ von Friedrich Schiller – Rolle: Ferdinand – Regie: Willi Schmidt
- „Leonce und Lena“ von Georg Büchner – Leonce – Regie: Hans Bauer
- „Wie es euch gefällt“ von William Shakespeare – Orlando – Regie: Willi Schmidt
- „Die Glasmenagerie“ von Tennessee Williams – Tom – Regie: Willi Schmidt
- „Richard II.“ von William Shakespeare – Titelrolle – Regie: Hans Lietzau
- „Der Kirschgarten“ von Anton P. Tschechow – Lopachin – Regie: Hans Lietzau
- „Der Menschenfreund“ – von Christopher Hampton – Philipp – Regie: Dieter Dorn
- „Prinz Friedrich von Homburg“ von Heinrich von Kleist – Titelrolle – Regie: Hans Lietzau
- „Die Zofen“ von Jean Genet – Claire – Regie: Dieter Dorn
- „Philoktet“ von Heiner Müller – Titelrolle – Regie: Hans Lietzau
- „Die Räuber“ von Friedrich Schiller – Karl Moor – Regie: Hans Lietzau
- „Minna von Barnhelm“ von Gotthold Ephraim Lessing – Major von Tellheim – Regie: Dieter Dorn
- „Ein Klotz am Bein“ von Georges Feydeau – Ferdinand de Bois-d'Enghien – Regie: Dieter Dorn
- „My Fair Lady“ – Professor Higgins – Regie: August Everding
- „Der neue Prozess“ von Peter Weiss – Josef K. – Regie: Dieter Dorn
- „Troilus und Cressida“ von William Shakespeare – Thersites – Regie: Dieter Dorn
- „Faust“ von Johann Wolfgang von Goethe – Titelrolle – Regie: Dieter Dorn
- „Onkel Wanja“ von Anton Tschechow – Michail Lwowitsch Astrow – Regie: Hans Lietzau
- „Seid nett zu Mr. Sloane“ von Joe Orton – Ed – Regie: Helmut Griem
- „Wer hat Angst vor Virginia Woolf?“ von Edward Albee – George – Regie: Martin Meltke

Inszenierungen an den Münchner Kammerspielen (Auswahl):
- "Seid nett zu Mr. Sloane" von Joe Orton
- "Der Held der westlichen Welt" von John M. Synge
- "Love Letters" von A. R. Gurney
- "Die schöne Fremde" von Klaus Pohl
- "Eines langen Tages Reise in die Nacht" von Eugene O’Neill

## Filmografie
- 1958: Die Brüder – Regie: Egon Monk
- 1960: Fabrik der Offiziere
- 1961: Bis zum Ende aller Tage
- 1961: Barbara
- 1961: Der Traum von Lieschen Müller
- 1963: Alles wegen dieser Frauen (À cause, à cause d’une femme) – Regie: Michel Deville
- 1963: Sessel am Kamin – Regie: Raoul Wolfgang Schnell
- 1965: Cristinas Heimreise
- 1965: Antigone (Fernsehfilm) – Regie: Franz Peter Wirth
- 1968: Bel Ami (Fernsehserie) – Regie: Helmut Käutner
- 1969: Die Verdammten (La caduta degli dei)
- 1969: Ausbruch der 28 (The McKenzie Break)
- 1972: Cabaret
- 1972: Die Moral der Ruth Halbfass
- 1973: Ludwig II. (Ludwig)
- 1975: Amphitryon - Regie: Niels-Peter Rudolph
- 1975: Children of Rage – Regie: Arthur Allan Seidelman
- 1975: Ansichten eines Clowns
- 1976: Die Tatarenwüste (Il deserto dei Tartari)
- 1976: Reise der Verdammten (Voyage of the Damned)
- 1978: Die gläserne Zelle
- 1978: Deutschland im Herbst (Episodenfilm)
- 1978: Annas Begegnungen (Les Rendez-vous d’Anna) - Regie: Chantal Akerman
- 1979: Steiner – Das Eiserne Kreuz, 2. Teil
- 1979: Die Hamburger Krankheit
- 1980: Kaltgestellt
- 1980: Berlin Alexanderplatz
- 1981: Malou
- 1981: Stachel im Fleisch
- 1982: Die Spaziergängerin von Sans-Souci (La Passante du Sans-Souci)
- 1982: Der Zauberberg
- 1982: Versuchung – Regie: Krzysztof Zanussi
- 1982: Die Wahlverwandtschaften - Regie: Claude Chabrol
- 1984: Der Leutnant und sein Richter
- 1984: Ein Klotz am Bein (Fernsehaufzeichnung der gleichnamigen Bühneninszenierung) – Regie: Dieter Dorn
- 1986: Caspar David Friedrich – Grenzen der Zeit
- 1986: Peter der Große (Peter the Great) (Fernseh-Mehrteiler)
- 1988: Faust – Vom Himmel durch die Welt zur Hölle
- 1989: Hard Days, Hard Nights – Regie: Horst Königstein
- 1990: Stauffenberg – Verschwörung gegen Hitler (Fernsehfilm)
- 1993: Verlassen Sie bitte Ihren Mann! - Regie: Reinhard Schwabenitzky
- 1993: Karl der Große (Charlemagne, le prince à cheval) – Regie: Clive Donner
- 1995: Brennendes Herz – Regie: Peter Patzak
- 2000: Das Traumschiff – Olympia 2000 (Fernsehfilm) – Regie: Karola Meeder
- 2001: Bernadette von Lourdes (Lourdes; Fernsehfilm)
- 2001: Amokfahrt zum Pazifik – Regie: Hans Werner
- 2004: Liebe auf Bewährung (Fernsehfilm) – Regie: Bernd Böhlich

## Synchronisation
Als Synchronsprecher lieh Griem seine Stimme u. a. James Garner (Sexy! – Männer gehören an die Leine) und Sam Shepard (Homo Faber).